# Kvinnor emellan
Kvinnor emellan är en TV-serie som sändes 14 mars–16 maj 2004 i Sveriges Television. Den var en fortsättning på TV-serien Män emellan. Serien var producerad i tio avsnitt av Jarowskij och Sveriges Television. För regi stod Fredrik T Olsson.
Serien handlade om ett mäklarkontor och de tre kvinnor som arbetade där. Varje avsnitt spelades in inför publik i SVT:s studio 1 på måndagarna och sändes söndagen samma vecka.
Huvudpersonerna spelades av Maria Lundqvist, Petra Nielsen och Philomène Grandin.
Allan Svensson som medverkade i Män emellan som Wolfgang medverkar i några avsnitt.